# Werner Bamberger
Werner Bamberger (* 17. Oktober 1940) ist ein ehemaliger deutscher Fußballspieler. Während seiner aktiven Zeit spielte er für den DDR-Oberligisten SC Wismut Karl-Marx-Stadt und für die zweitklassige BSG Motor Wema Plauen.

## Sportliche Laufbahn
Im Alter von 19 Jahren kam Werner Bamberger im Sommer 1960 von Motor Wema Plauen zu der in Aue beheimateten Oberligamannschaft des SC Wismut Karl-Marx-Stadt. Nach einigen Spielen in der Reservemannschaft kam er am 5. Oktober 1960 gegen den SC Lok Leipzig zu seinem ersten Oberligaspiel (4:0). Bamberger bestritt in dieser Spielzeit als Stürmer noch neun der 26 Punktspiele, in denen er immerhin sieben Tore erzielte. In der gleichen Saison spielte der SC Wismut als aktueller DDR-Fußballmeister im Europapokal der Landesmeister. Bamberger war in allen drei Spielen der Wismutmannschaft gegen Rapid Wien dabei und schoss ein Tor.
Mit zunehmender Zeit machte sich aber seine geringe Wettkampfhärte bemerkbar. In seiner zweiten Oberligaspielzeit (1961/62) wurde Bamberger nur noch in vier Punktspielen eingesetzt. Die übrigen Spiele bestritt er nur in der Reservemannschaft.
Nach der unbefriedigenden Bilanz von nur 13 Punktspieleinsätzen kehrte Bamberger Ende 1961 der Oberliga den Rücken und meldete sich zur Saison 1962/63 wieder beim Drittligisten Motor Wema Plauen an, wo bereits sein Bruder Heinz Bamberger spielte. Nach einer Saison mit den Brüdern Bamberger stieg Wema Plauen in die I. DDR-Liga auf. Die DDR-Liga-Saison 1965/66 gestaltete sich für Werner Bamberger überaus erfolgreich. Mit seiner Mannschaft erreichte er Platz 3 in der Ligastaffel Süd, wurde mit 20 Punktspieltoren nicht nur erfolgreichster Torschütze der Plauener, sondern gemeinsam mit dem Meininger Günter Kluge auch Torschützenkönig der DDR-Liga. In dieser Saison bestritt Bamberger sämtlich Punktspiele für Plauen. Auch in den folgenden Jahren ging er erfolgreich für seine Mannschaft auf Torejagd, 1970/71 wurde er mit 16 Treffern erneut Liga-Torschützenkönig. Als Wema Plauen im Sommer 1973 aus der DDR-Liga absteigen musste, beendete Werner Bamberger mit 32 Jahren seine Laufbahn als aktiver Fußballspieler.